# 후지시마 노부오
후지시마 노부오(일본어: 藤島 信雄, 1950년 4월 8일 ~ )는 일본의 전 축구 선수이다.

## 국가대표팀 경력
그는 1971년 하계 올림픽 예선에 참가할 일본 국가대표팀에 발탁되었으며, 9월 29일 중화 타이베이와의 경기에서 데뷔했다. 1974년과 1978년 아시안 게임에도 출전했다. 그는 1979년까지 국제 A매치 통산 65경기에 출전, 7득점을 넣었다.

## 통계
| 일본 | 일본 | 일본 |
| 연도 | 출전 | 득점 |
| ---- | ---- | ---- |
| 1971 | 1    | 0    |
| 1972 | 6    | 0    |
| 1973 | 4    | 0    |
| 1974 | 6    | 0    |
| 1975 | 12   | 3    |
| 1976 | 16   | 3    |
| 1977 | 5    | 0    |
| 1978 | 12   | 1    |
| 1979 | 3    | 0    |
| 통산 | 65   | 7    |